# Edder Pérez
Pour les articles homonymes, voir Pérez et Consuegra (homonymie).
Edder Alfonso Pérez Consuegra est un footballeur vénézuélien né le 3 juillet 1983 à San Felipe (État d'Yaracuy).

## Carrière
- Caracas FC (2001-2007)
- CS Marítimo (2007-)

## Palmarès
- Championnat du Venezuela : 2003, 2004, 2006, 2007

## Sélections
- 24 sélections et 4 buts avec le  Venezuela depuis 2007.